# 哈根堡
哈根堡是德国下萨克森州的一个市镇。总面积16.23平方公里，总人口4491人，其中男性2193人，女性2298人（2011年12月31日），人口密度277人/平方公里。